# Cochliobolus heterostrophus
Cochliobolus heterostrophus (Drechsler) Drechsler – gatunek grzybów z klasy Dothideomycetes. Jest jednym z patogenów u kukurydzy wywołujących chorobę o nazwie helmintosporioza liści kukurydzy.

## Systematyka i nazewnictwo
Pozycja w klasyfikacji według Index Fungorum: Cochliobolus, Pleosporaceae, Pleosporales, Pleosporomycetidae, Dothideomycetes, Pezizomycotina, Ascomycota, Fungi.
Po raz pierwszy zdiagnozował go w 1925 r. Charles Drechsler nadając mu nazwę Ophiobolus heterostrophus. Ten sam autor w 1934 r. przeniósł go do rodzaju Cochliobolus.
Synonimy:
- Bipolaris maydis (Y. Nisik. & C. Miyake) Shoemaker 1959
- Drechslera maydis (Y. Nisik. & C. Miyake) Subram. & B.L. Jain 1966
- Helminthosporium maydis Y. Nisik. & C. Miyake 1926
- Ophiobolus heterostrophus Drechsler 1925[3].

Anamorfy Bipolaris maydis i Drechslera maydis dawniej opisywane były jako odrębne gatunki. Obecnie to synonimy.

## Morfologia
Grzyb mikroskopijny. Pseudotecja kuliste, elipsoidalne lub w kształcie kolby, ciemnobrązowe do czarnych, wolne lub rozwijające się na kolumnowej lub płaskiej podkładce. Mają dobrze odgraniczonym dziobek ostioli lub cylindryczną szyjkę, często pokrytą brązowymi, sterylnymi strzępkami w górnej połowie pseudotecjum, lub z kilkoma komórkami szklistymi na wierzchołku dzioba. Ściana pseudotecjum zbudowana jest z komórek pseudoparenchymatycznych, mniej więcej tej samej grubości, lub nieco bardziej pogrubionych w górnej części. Worki liczne, cienkościenne, cylindryczne do szeroko wrzecionowatych, 1-8, przeważnie 8 zarodnikowe, wyrastające ze szklistych cienkościennych komórek hymenium. Askospory nitkowate, szkliste, ale mogą stać się bladobrązowe. Są wieloprzegrodowe, czasami zwężone w przegrodzie, czasami z cienką, szklistą osłonką śluzowatą, silnie helikoidalną lub luźno zwiniętą w worku. Nibywstawki szkliste, nitkowate, septowane i rozgałęzione.